# تیم

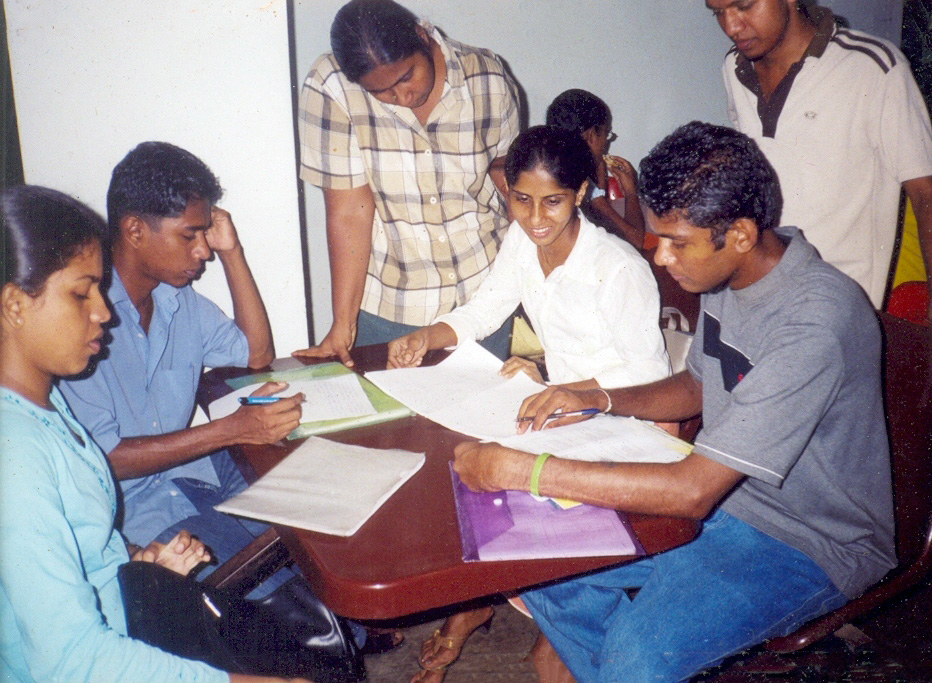
گروهی از افراد در حال انجام دادن کار تیمی و مشورت به یکدیگر

یک تیم گروهی از افراد است که در ارتباط با هدف مشخصی گرد هم آمده‌اند. از تیم جهت انجام وظایفی که دارای پیچیدگی و قابل تقسیم به زیر وظایف ساده‌تر می‌باشند استفاده می‌شود. تیم‌ها به‌طور معمول دارای اعضایی هستند که با بر خورداری از مهارت‌های مکمل، سبب ایجاد هم افزایی در طی یک تلاش هماهنگ شده می گردند، به‌طوری‌که نقاط قوت هر عضو تیم به حداکثر و نقاط ضعف آن‌ها به حد اقل رسانده می‌شود. اعضای تیم باید یاد بگیرند که چگونه به یکدیگر یاری رسانند، اعضای دیگر تیم را از پتانسیل‌های مثبت خود آگاه سازند و در نتیجه محیطی را فراهم سازند تا دیگر اعضای تیم بتوانند فراتر از محدودیت‌های فردی فعالیت نمایند.  نک دانشنامه ی مدیریت خالد شهبازمهر 
تیم مثل یک انسان می ماند .

## اندازه و ترکیب تیم
اندازه و ترکیب مستقیمی از نوع و ابعاد فعالیت آن‌ها می‌باشد. با این همه برخی پژوهش‌های انجام شده نشان داده است که در زمینه حل مسئله اندازه مطلوب چهار نفر می‌باشد. همچنین پژوهش‌های Belbin نشان داده است که ابعاد تیم بین 5 تا 12 نفر است که در این میان تعداد 8 نفر بهینه می‌باشد. دیوید کوپریدر ابعاد بزرگ را برای تیم‌ها پیشنهاد می‌دهد. وی معتقد است که تیم‌های بزرگتر قادر به پاسخ گویی به تعداد بیشتری از مشکلات می‌باشند.
از نظر ترکیب، تیم‌ها به دو دسته همگن و ناهمگن تقسیم می‌شوند. در تیم‌های همگن مهارت‌های اعضا شباهت‌های بیشتر و در بعضی موارد هم پوشانی دارد که ممکن است دامنه مسائل قابل حل توسط تیم را کاهش دهد ولی رابطه اعضا را بیشتر می‌کند. در تیم‌های ناهمگن مهارت‌های اعضای تیم تفاوت‌های بیشتری دارد که سبب افزایش دامنه حل مسئله تیم و افزایش میزان خلاقیت آن و نیز افزایش احتمال بروز اختلاف نظر در تیم می گردد..

## انواع تیم

### تیم‌های مستقل و وابسته
یکی از تقسیم بندی‌های رایج که تیم‌ها را به دو حالت کلی تقسیم می‌کند: دسته بندی تیم‌های مستقل و وابسته می‌باشد. برای ادامه به عنوان مثال  تیم فوتبال که به وضوح یک تیم وابسته است، دارای ویژگی‌های زیر می‌باشد:
- هیج کاری بدون همکاری همه اعضای تیم قابل انجام نیست.
- در این گونه تیم، اعضا دارای مهارت‌های منحصربه‌فردی هستند.
- موفقیت هر فرد کاملاً به موفقیت تیم وابسته است.

از سوی دیگر یک تیم شطرنج نمونه‌ای از یک تیم مستقل است که دارای ویژگی‌های زیر می‌باشد:
- نتیجه کار هر فرد بر روی کار افراد دیگر تیم بدون تأثیر یا با کمترین تأثیر است.
- افراد در این تیم کارهای مشابهی را به صورت انفرادی انجام می دهند.

### تیم‌های خودگردان
به‌طور معمول و در ساختار سنتی، یک مدیر به عنوان رهبر تیم عمل می‌کند و مسئول تعریف اهداف، روش‌ها، و عملکرد تیم است. با این همه مدل سلسله مراتبی همیشه راه حل مناسبی جهت رفع مشکلات و تداخل‌های به وجود آمده در سازمان نمی‌باشد. تیم‌های خودگردان با استفاده از مشخص کردن  محدوده‌ای واضح برای آزادی و مسئولیت پذیری، سعی در انجام وظایف به مؤثرترین روش ممکن دارند.
ایده اصلی تیم‌های خودگردان این است که رهبر تیم، با استفاده از اقتدارِِ موقعیتی خود به عنوان رهبر تیم عمل نمی‌کند. تیم‌های خودگردان در بسیاری از سازمان‌ها برای مدیریت پروژه‌های پیچیده که شامل تحقیقات، طراحی، بهبود فرایند هستند، عمل می‌کنند. تیم‌های خودگردان ممکن است از نوع مستقلویا وابسته باشند.
برای پیاده‌سازی موفق یک تیم خودگردان، باید محدوده بیشتری از مسئولیت به اعضای تیم واگذار گردد و اعضای تیم قابلیت اعتماد بیشتری نسبت به هم پیدا نمایند. در تیم‌های خودگردان بسیار حیاتی است که مدیر انتظارات خود را از اعضای تیم روشن و مشخص سازد. مشخص بودن انتظارات اجازه می‌دهد تا افراد، فرایند ارزشیابی تیم را درک کرده و اعضای پاسخگو به وظایف محوله در ساختار تیم باقی بمانند.

### تیم پروژه
این نوع از تیم تنها برای استفاده در یک بازه مشخص زمانی و جهت اجرای هدف مشخص تشکیل می‌شوند. مدیران، گروهی از افراد را بر اساس داشتن توانایی‌های مورد نیاز پروژه و تحت عنوان یک تیم گرد هم می‌آورند. اعضای این گونه تیم‌ها ممکن است به گروه‌های کاری متفاوتی وابسته باشند اما وظایف مربوط به یک تیم را جهت اجرا دریافت نمایند. بنابراین به کار بردن عنوان تیم در این موارد الزاماً به معنی وجود کار تیمی در بین افراد نمی‌باشد.

### تیم ورزشی
یک تیم ورزشی گروهی از ورزشکاران هستند که جهت اجرای فعالیت‌های مربوط به یک رشته ورزشی گرد هم آمده‌اند.اعضای تیم ورزشی تحت رهبری مدیر تیم با عنوان سرمربی قرار دارند.

### تیم مجازی
یک تیم مجازی، گروهی از افراد است که به صورت مستقل و با دارا بودن فاصله مکانی بر روی یک موضوع در حال فعالیت می‌باشند و با استفاده از تکنولوژی‌های ارتباط از راه دور، ارتباط میان خود و سایر اعضای تیم را بر قرار می سازند. در بعضی موارد، تیم مجازی از به وجود آمدن روابط کاری بیشتر میان برخی از اعضای تیم در داخل یک تیم اصلی به وجود می‌آید و کار تخصصی تری را در داخل تیم اصلی عهده‌دار می‌شود.
تیم۲۳ مثال مناسبی برای یک نمونه تیم مجازی با اشتراکات تیم خودگردان است.

## از گروه به تیم
روند تبدیل شدن از گروه به تیم دارای چهار مرحله است:
1. گزینش
2. رفع وابستگی‌ها و تداخل ها
3. اعتمادسازی و ایجاد ساختار
4. کار

در مرحله اول، اعضای تیم با توجه به تخصص‌های مورد نیاز تیم، تحت سرپرستی رهبر تیم انتخاب می‌شوند. در مرحله دوم تیم تلاش می‌کند تا  وابستگی خود به سطوح بالا دستی مدیریتی و گروه‌های کاری موجود در سازمان را به کمترین میزان ممکن کاهش دهد. در مرحله سوم تیم آماده بر خورد با چالش‌ها تحت راهبری رهبر تیم می‌شود و در مرحله چهار فعالیت عملیاتی تیم در جهت دست یافتن به اهداف تعریف شده آغاز می‌شود. 